# 红旗坎站
红旗坎站位于新疆维吾尔自治区哈密市红旗坎村，是兰新铁路的一座火车站，等级为五等站，距兰州站1578公里，為百里風區的起點，距乌鲁木齐站314公里，本站及相邻上下行区间均为未电气化区段。本站不办理客货运业务。邮政编码为838203。